# Hibiscus normanii
Hibiscus normanii är en malvaväxtart som beskrevs av Ferdinand von Mueller. Hibiscus normanii ingår i Hibiskussläktet som ingår i familjen malvaväxter. Inga underarter finns listade i Catalogue of Life.